# Acisanthera
Acisanthera là chi thực vật có hoa trong họ Mua.

## Loài
- Acisanthera alata Cogn.
- Acisanthera alsinaefolia (DC.) Triana
- Acisanthera bivalvis (Aubl.) Cogn.
- Acisanthera crassipes (Naudin) Wurdack
- Acisanthera genliseoides (Hoehne) Wurdack
- Acisanthera hedyotoidea Triana
- Acisanthera limnobios (DC.) Triana
- Acisanthera nana Ule
- Acisanthera paraguayensis (Hook. f.) Cogn.
- Acisanthera punctatissima (DC.) Triana
- Acisanthera quadrata Pers.
- Acisanthera recurva (Rich.) Triana
- Acisanthera tetraptera (Cogn.) Gleason
- Acisanthera uniflora (Vahl) Gleason
- Acisanthera variabilis (DC.) Triana